# ختن‌دریا

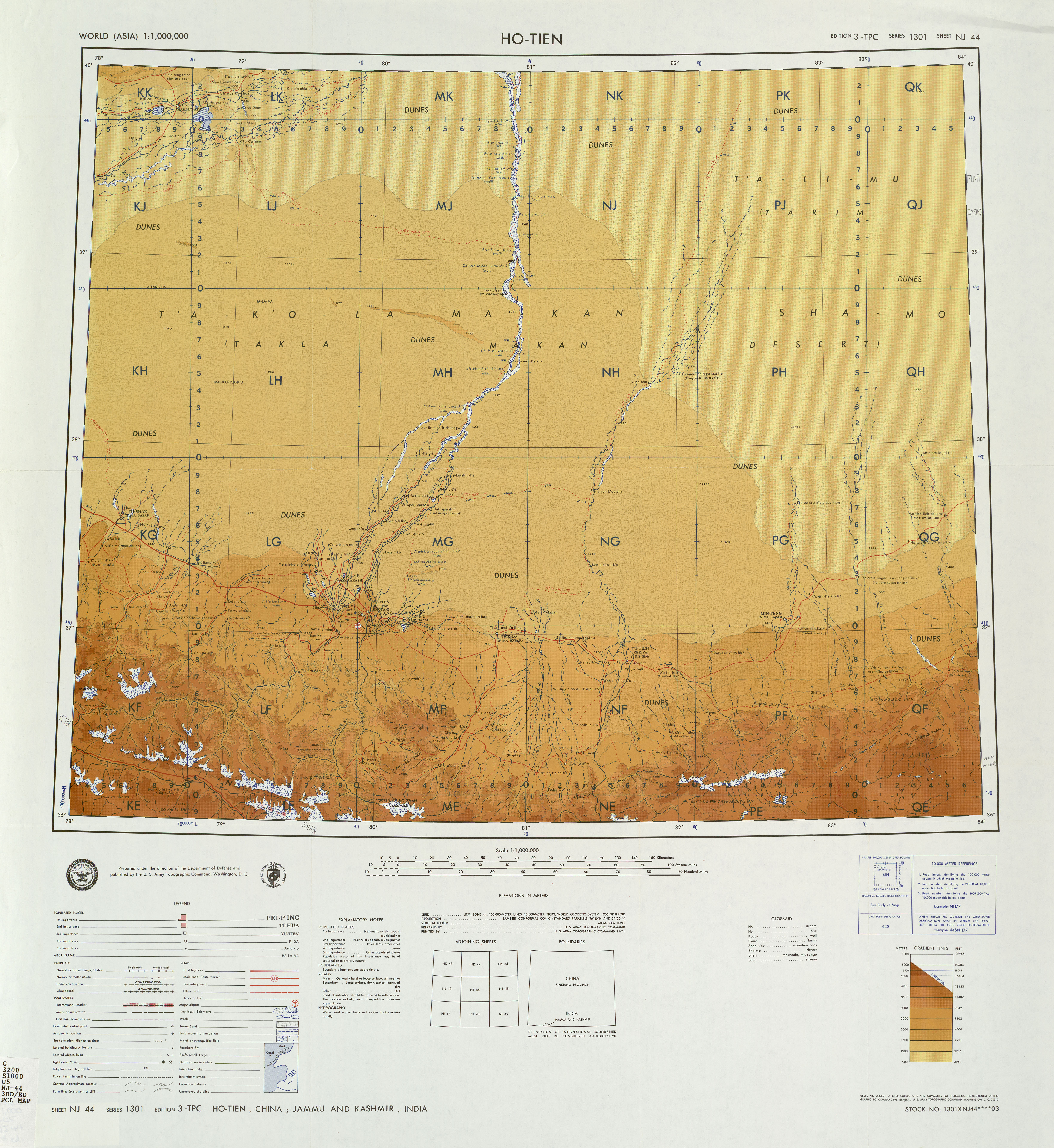
نقشه شامل ختن‌دریا (با برچسب Ho-tien Ho) و مناطق پیرامونی (آژانس ملی اطلاعات مکانی، ۱۹۷۱).

خُتَن‌دَریا رودخانه‌ای است در شمال غرب چین واقع در منطقه خودمختار سین‌کیانگ. ختن‌دریا از پیوند رودخانه‌های یشم سفید (یورونگ‌قاش) و یشم سیاه (قاراقاش) در وسط بیابان تکله‌مکان تشکیل شده و از طریق کویر به سمت شمال به رودخانه تاریم می‌ریزد. ختن‌دریا در ماه‌های تابستان به دلیل ذوب برف‌های کوهستانی جریان دارد و در بقیه سال خشک است.
دو رود یشم سیاه و یشم سفید از کوه‌های کونلون به سمت شمال به تکله‌مکان می‌ریزند و در میانه بیابان، در حدود ۱۴۵ کیلومتر (۹۰ مایل) شمال شهر ختن با هم یکی می‌شوند تا ختن‌دریا را تشکیل دهند. ختن‌دریا سپس ۲۹۰ کیلومتر (۱۸۰ مایل) به سمت شمال در وسط صحرا جریان دارد تا اینکه به رود تاریم می‌ریزد. پیش از ساخت بزرگراه بیابان تاریم در سال ۱۹۹۵، بستر رود ختن تنها مسیر ترابری در سراسر حوضه تاریم را فراهم می‌کرد.

## چاه‌ها
در اواسط قرن بیستم، چاه‌هایی که در امتداد مسیر رودخانه (جنوب به شمال) قرار داشتند عبارت بودند از: Hsüeh-erh-ch'i-k'o-ma, Chi-la-mu-yeh-te-tao, Ai-k 'o-t'i-ken, chi-erh-ko-han-t'u-mu-shu-k'o, a-ya-k'o-wu-ssu-tan, man-ta-t 'u-mu-shu-k'o, Lo-tsa-pai-t'u-mu-shu-k'o, Yeh-ma-la-k'o-tao, Po-lo-ch'u-shih -kan, Hsi-t'i-pa-ku-t'an و Ya-erh-te-ku-tzu.